# Ónix
Ónix (português europeu) ou Ônix (português brasileiro) é uma variedade semipreciosa de quartzo calcedônia, listrada de preto e branco. Entre suas variedades está o ônix carneliana, que possui listras brancas e vermelhas e a sardônia, que possui listras brancas e marrons. O nome "ônix" é apropriado somente às variedades em preto e branco mas é usado informalmente para as outras variedades.
É também usado para variedades de alabastro, mármore, obsidiana e opala, e enganosamente para materiais com listras contorcidas, como "ônix da caverna" e "ônix mexicana".

## Etimologia
Ônix vem através do latim (da mesma grafia), do grego ὄνυξ, que significa "garra" ou "unha". Ônix com faixas brancas e cor de carne pode às vezes parecer uma unha.

## Variedades
O mineral é formado por listras de calcedônia em cores alternadas. É criptocristalino, consistindo de finos intercrescimentos dos minerais de sílica,  quartzo e moganita. Suas bandas são paralelas umas às outras, em oposição às bandas mais caóticas que frequentemente ocorrem em ágatas.
A sardônica é uma variedade em que as listras coloridas são cornalinas (tons de vermelho) em vez de preto. A ônix na cor preto é talvez a variedade mais famosa, mas não é tão comum quanto a com faixas coloridas. Tratamentos artificiais são usados desde os tempos antigos para produzir tanto a cor preto para a "ônix preto" e os vermelhos e amarelos para a sardônia. A maioria das "ônix pretas" no mercado são coloridas artificialmente.

## Imitações e tratamentos
O nome também tem sido comumente usado para rotular outros materiais com listras, como a calcita encontrada no México, Índia e outros locais, e muitas vezes esculpidas, polidas e vendidas. Este material é muito mais suave do que a ônix verdadeiro, e muito mais disponível. A maioria dos itens esculpidos vendidos como "ônix" hoje são carbonatos.
Tipos de ônix artificiais também foram produzidos a partir de calcedônia comum e ágata lisa. O naturalista do primeiro século Plínio, o Velho descreveu essas técnicas sendo usadas nos tempos romanos. Tratamentos para a produção de preto e outras cores incluem a imersão fervura da calcedônia em soluções de açúcar, em seguida, tratamentos com ácido sulfúrico ou ácido clorídrico para carbonizar os açúcares que foram absorvidos nas camadas superiores da pedra. Estas técnicas ainda são usadas, assim como outros tratamentos de tingimento, e a maioria das chamados “ônix pretas” vendidas são tratadas artificialmente. Além dos tratamentos com corantes, o aquecimento e o tratamento com ácido nítrico têm sido usados para clarear ou eliminar cores indesejáveis.

## Ocorrência geográfica
É uma pedra preciosa encontrada em várias regiões do mundo, incluindo Iêmen, Uruguai, Argentina, Austrália, Brasil, Canadá, China, Chéquia, Alemanha, Índia, Indonésia, Madagascar, América Latina, Reino Unido e vários estados dos EUA.

## Uso histórico
A pedra tem uma longa história de uso em esculturas e jóias, onde geralmente é cortada como um cabochão ou em miçangas. Também tem sido usada para intaglio e camafeus, onde as bandas fazem a imagem contrastar com o fundo. A maior parte das ônix é natural, porém muito do material disponível comercialmente é produzido através da colorização de ágata.
A pedra  foi usada no Egito já na Segunda Dinastia para fazer tigelas e outros itens de cerâmica. O uso da sardonia aparece na arte da civilização minoica, principalmente das recuperações arqueológicas em ´Knossos.
A ônix verde brasileira era frequentemente usada como plinto para esculturas art déco criadas nas décadas de 1920 e 1930. O escultor alemão Ferdinand Preiss usou a ônix verde brasileira para a base na maioria de suas esculturas criselefantina. A ônix verde também era usada em bandejas e pratos - produzidos principalmente na Áustria - frequentemente com pequenos animais de bronze ou figuras anexas.
Ônix é mencionado na Bíblia muitas vezes, assim como a sardônia.

### Superstições
Os antigos romanos entravam em batalha carregando amuletos de sardônia gravados com  Marte, o deus da guerra. Isto foi acreditado dar coragem na batalha. Na Europa renascentista, acreditava-se que a sardônia trazia eloquência. Sardonyx era comumente usada por parteiras inglesas para facilitar o parto, colocando-a entre os seios da mãe.

## Galeria

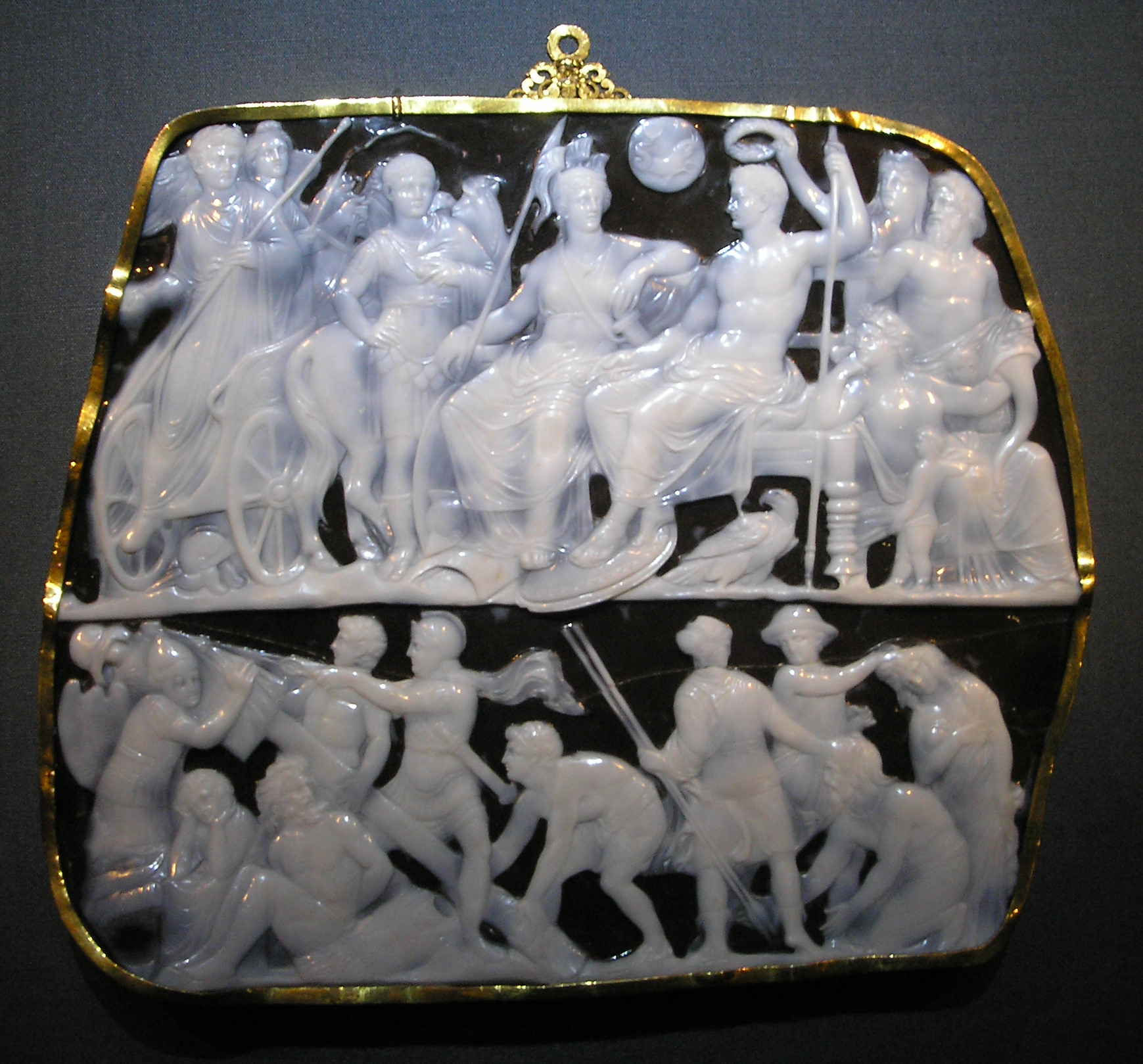
Gemma Augustea um camafeu esculpido em duas camadas de ônix (19 × 23 cm)
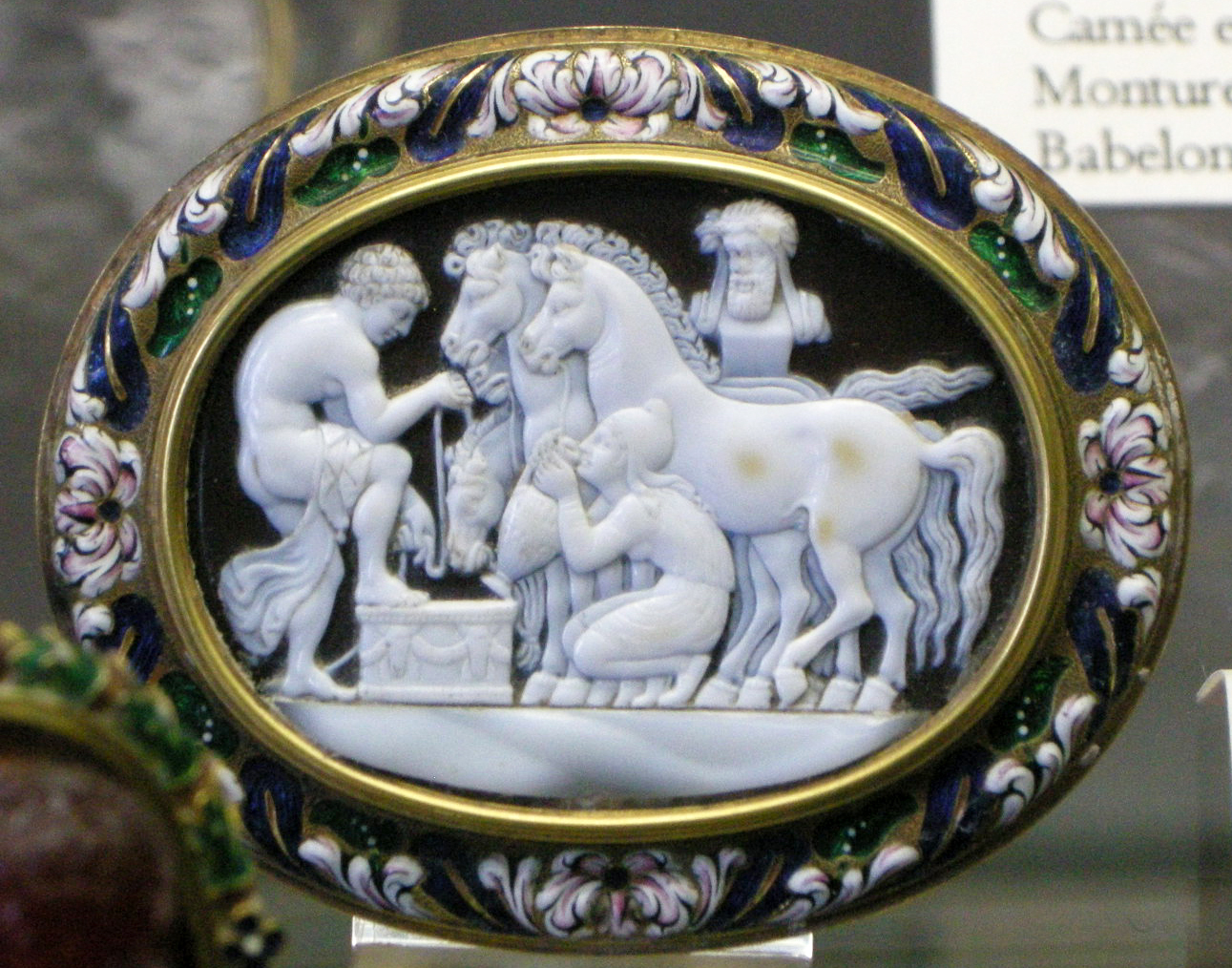
"Troilo e Polixena surpreendidos por Áquiles", peça do século I
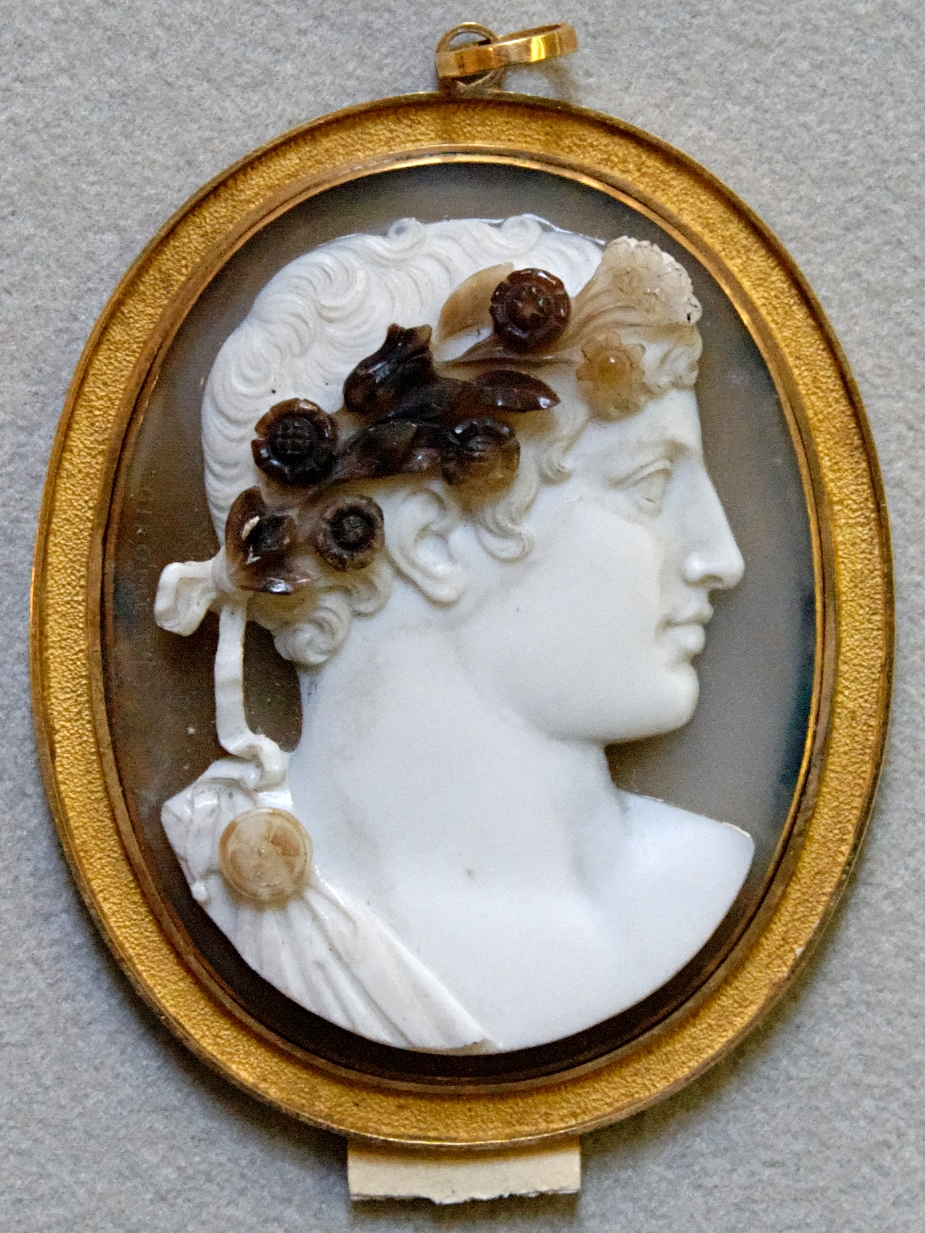
Camafeu de Giuseppe Girometti (1779-1851)
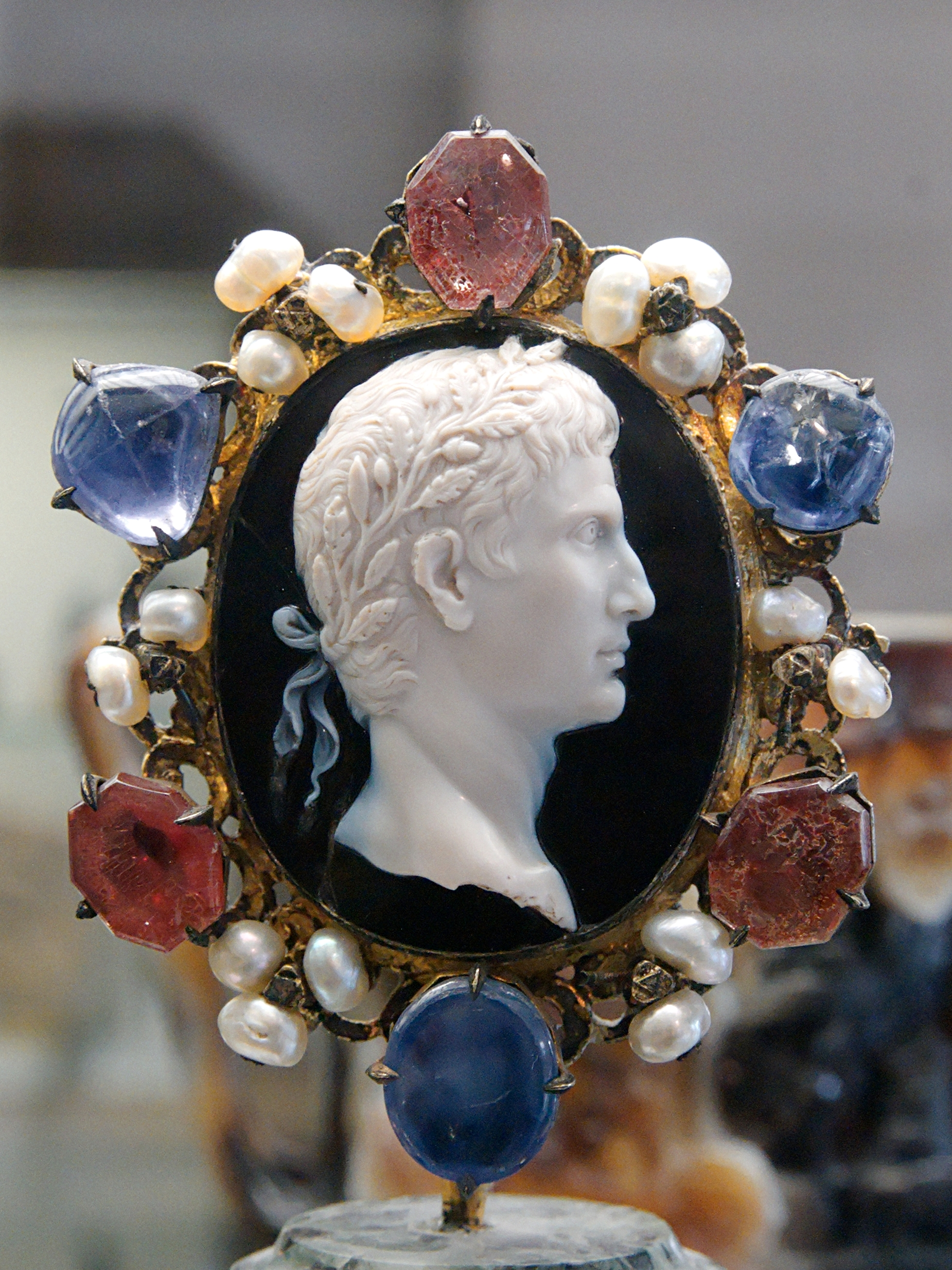
Camafeu de Augusto, séculos XVI e XVII.